# غسل الأموال

مخطط مُبسط لطريقة غسل (تبييض) الأموال

غسل أو تبييض الأموال جريمة اقتصادية تهدف إلى إضفاء شرعية قانونية على أموال محرمة، لغرض حيازتها أو التصرف فيها أو إدارتها أو حفظها أو استبدالها أو إيداعها أو استثمارها أو تحويلها أو نقلها أو التلاعب في قيمتها إذا كانت متحصلة من جرائم مثل زراعة وتصنيع النباتات المخدرة أو الجواهر والمواد المخدرة وجلبها وتصديرها والاتجار فيها، واختطاف وسائل النقل، واحتجاز الأشخاص وجرائم الإرهاب وتمويلها، والنصب وخيانة الأمانة والتدليس، والغش، والفجور والدعارة، والاتجار وتهريب الأثار، والجنايات والجنح المضرة بأمن الدولة من جهة الخارج والداخل، والرشوة، واختلاس المال العام والعدوان عليه، والغدر، وجرائم المسكوكات والزيوف المزورة والتزوير.

## مراحل غسل الأموال
يتم غسل الأموال على ثلاثة مراحل:

### مرحلة الإيداع
هي مرحلةُ توظيف أو إحلال، بحيث يتم التخلصُ من كمية كبيرة من النقود غير الشرعية (الأموال القذرة) بأساليبَ مختلفةٍ إما بإيداعها في أحد المصارف أو المؤسسات المالية أو عن طريق تحويل هذه النقود إلى عملات أجنبية، أو عن طريق شراء سيارات فارهة ويخوت وعقارات مرتفعةِ الثمن يسهل بيعها والتصرف فيها بعد ذلك.
وتعد مرحلةُ الإيداع هذه أصعبَ مرحلة بالنسبة إلى القائمين بعملية غسل الأموال؛ حيث إنها مازالت عرضةً لاكتشافها، - خاصة أنها تتضمن في العادة كمياتٍ كبيرةً جداً من الأموال السائلة،- حيث إن التعرف على من قام بعملية الإيداع لهذه الأموال ليس بالأمر العسير ومن ثم علاقته بمصدر هذه الأموال.

### مرحلة التمويه
هي مرحلة التجميع أو التعتيم حيث تبدأ بعد دخول الأموال في قنوات النظام المصرفي الشرعي، ويقوم غاسل الأموال باتخاذ الخطوة التالية والتي تتمثل في الفصل أو التفريق بين الأموال المراد غسلها عن مصدرها غير الشرعي عن طريق مجموعة معقدة من العمليات المصرفية والتي تتخذ نمط العمليات المصرفية المشروعة، والهدف من هذه المراحل جعل تتبع مصدر تلك الأموال غير المشروعة أمراً صعباً.
وتتلخص أهم تلك الوسائل في تكرار عملية تحويل تلك الأموال من بنك إلى آخر، والتحويل الإلكتروني للأموال، ويزيد من حالة التعقيد في تتبع تلك الأموال تحويلها إلى مصارف تتبنى قواعد صارمة من سرية الإيداعات في بلاد أخرى، وهي ما يطلق عليها بالملاذات المصرفية الآمنة، وتتسم هذه الملاذات بتساهل قوانينها، وجودة وسائل النقل من طائرات وسفن وسهولة تأسيس الشركات.

### مرحلة الإدماج
تعتبر هذه المرحلة هي الختامية في غسل الأموال ويترتب عليها إضفاء طابع الشرعية على الأموال، لذلك يطلق عليها «مرحلة التجفيف» ومن خلال هذه المرحلة يتم دمج الأموال المغسولة في الدورة الأقتصادية والنظام المصرفى، لكى تبدو وكأنها عوائد أو مكتسبات طبيعية لصفقات تجارية، مثل الشركات الوهمية والقروض المصطنعة، وتواطؤ البنوك الأجنبية، وكذلك الفواتير الوهمية في مجال الاستيراد والتصدير. وعند الوصول لهذه المرحلة يكون من الصعب جداً التميز بين تلك الأموال غير المشروعة والأموال المشروعة إلا من خلال أعمال البحث السرى وزرع المخبريين بين عصابات غسل الأموال.

## طرق غسل الأموال
ينطوي غسيل الأموال على ثلاث خطوات أساسية لإخفاء مصدر الأموال المكتسبة بطريقة غير مشروعة وجعلها قابلة للاستخدام: الإيداع، حيث يتم إدخال الأموال في النظام المالي، عادةً عن طريق تقسيمها إلى العديد من الودائع والاستثمارات المختلفة، حيث يتم فيها خلط الأموال لخلق مسافة بينها وبين الجناة؛ ومن ثم الدمج، حيث يُعاد المال بعد ذلك إلى الجناة كدخل مشروع، أو نقود «نظيفة».
تاريخيًا، تضمنت أساليب غسيل الأموال التحزيز، أو هيكلة العمليات المصرفية لمبالغ كبيرة من الأموال في معاملات صغيرة متعددة، غالبًا ما تكون موزعة على العديد من الحسابات المختلفة، لتجنب الكشف؛ واستخدام تبادل العملات والتحويلات البرقية أو مهربي النقود لنقل الأموال عبر الحدود.
تتضمن طرق غسيل الأموال الأخرى الاستثمار في سلع متنقلة مثل الأحجار الكريمة والذهب التي يمكن نقلها بسهولة إلى ولايات قضائية أخرى؛ الاستثمار في الأصول ذات القيمة وبيعها بشكل متحفظ مثل العقارات؛ القمار، التزوير، وإنشاء شركات وهمية.
في حين أن هذه الأساليب لا تزال قيد الممارسة، تتضمن أنواع غسيل الأموال أيضًا أساليب حديثة تضفي لمسة جديدة على الجريمة القديمة من خلال الاستفادة من الإنترنت.
أدى ظهور المؤسسات المصرفية عبر الإنترنت وخدمات الدفع المجهولة عبر الإنترنت والتحويلات باستخدام الهواتف المحمولة في العملات الافتراضية مثل البيتكوين إلى زيادة صعوبة اكتشاف التحويل غير القانوني للأموال. فوق ذلك، استخدام الخوادم الوكيلة وبرامج إخفاء الهوية يجعل غسيل الأموال متكاملاً، يكاد يكون من المستحيل اكتشافه، حيث يمكن تحويل الأموال أو سحبها دون ترك أثر لعنوان آي بي (ip address).
يمكن أيضًا غسيل الأموال من خلال المزادات والمبيعات عبر الإنترنت، ومواقع المقامرة وحتى مواقع الألعاب الافتراضية، حيث يتم تحويل الأموال غير المشروعة إلى عملة ألعاب (عملات المقامرة واللعب..الخ)، ثم تحويلها مرة أخرى إلى أموال بحيث تصبح اموال «نظيفة» حقيقية وقابلة للاستخدام ولا يمكن تعقبها.

## غسل الأموال من منظور أوسع
غسيل الأموال ينقسم إلى جزئين:
غسيل الأموال هي إعادة تدوير الأموال الناتجة عن الأعمال غير المشروعة في مجالات وقنوات استثمار شرعية لإخفاء المصدر الحقيقي لهذه الأموال ولتبدو كما لو كانت قد تولدت من مصدر مشروع ومن أمثلة هذه الأعمال غير المشروعة (الأموال الناتجة عن
تجارة المخدرات - الرقيق - الدعارة - الأسلحة).
ولتقريب الفكرة سنعطي مثالين من التي يتم استخدامها. لنفرض أنني مسؤول فاسد وتقاضيت رشوة مثلا 3 ملايين جنيه كيف يمكنني أن أضعها في البنك بدون أن يراجع البنك حسابي ويقر أن هناك تحويلا غير شرعي لا تبرره مصادر دخلي الحل بسيط هو إذا كنت مثلا سأتقاضي الرشوة من أحد المصانع فسأطلب منهم تعييني مستشارا لهم في التسويق ويتم عمل عمليات بيع وهمية للمصنع بمبلغ مثلا 5 ملايين جنيه كنتيجة مباشرة لبراعتي في تقديم استشاراتي في هذا المصنع، وبالتالي سأستحق عمولة كبيرة من هذا المصنع والتي مثلا ستكون 2,1 مليون جنيه «باقي الثلاثة ملايين هو ما تم دفعه من ضرائب وعمولات غسيل المبلغ لأصحاب المصنع»، ويمكنني في هذه الحالة أن أضع المبلغ المتبقي من الرشوة في حسابي في البنك بصورة قانونية تماما ويصعب علي أي بنك أن يكتشف بصورة يدوية أن كل عمليات البيع التي تمت كانت وهمية أو كان هدفها الأساسي هو الرشوة.
المثال الثاني وهو شائع جدا بين الأطباء الذين يعملون في تجارة الأعضاء البشرية في مصر، وهو ببساطة يفتتح متجرا لبيع الأنتيكات والتحف في إحدي المناطق الراقية ويشتري بعض التحف والأنتيكات من الأفراد «طبعا بدون فواتير» ويتم تسجيلها بمبلغ أقل من قيمتها ثم بعد ذلك يتم بيعها «غالبا بيع وهمي أيضا»، بمبلغ أكبر بكثير جدا من قيمة الشراء ويدفع عنه الضرائب القانونية ليكمل الصورة الشكلية ويسجل فرق السعر بالملايين التي هي أساسا نتيجة عملية لزراعة أعضاء بشرية.
أما غسيل الأموال العكسي فهو أن يكون هناك أموال من مصدر مشروع ويتم إنفاقها في مصدر غير مشروع مثل تمويل العمليات الإرهابية أو شراء أسلحة محرمة دوليا أو حتي من دول كاملة عليها حظر مثل إيران الآن أو السودان منذ عامين والعراق من قبلهما، وهناك أيضا نوعان آخران يتم إضافتهما لهذه القوائم أولهما هم من ثبتت ضدهم قضايا فساد مالي والنوع الأخير هم جميع المشتغلين بالسياسة، ويطلق عليهم PEP وجميع المديرين التنفيذيين بالبنوك ويطلق عليهم FEB حتي إن كانوا صالحين ويتم وضعهم في القائمة بغرض المراقبة وليس المنع أي أن أي عملية تحويل أموال عبر البلاد لأي شخص يشتغل بالسياسة يجب أن يتم مراقبتها يدويا ومراجعة مصدرها لكي لا يكون هناك شبهة فساد أو رشوة، وبالطبع هذا لا يتم في أي من بلاد المنطقة العربية لرفع الحرج عن الفاسدين.
ومن أبرز الآثار المترتبة على هذه الظاهرة اقتصادياً واجتماعياً وسياسياً ما يلي:
- استقطاعات من الدخل القومي ونزيف للاقتصاد الوطني لصالح الاقتصاديات الخارجية.
- زيادة السيولة المحلية بشكل لا يتناسب مع الزيادة في إنتاج السلع والخدمات.
- التهرب من سداد الضرائب المباشرة ومن ثم معاناة خزانة الدولة من نقص الإيرادات العامة عن مجمل النفقات العامة.
- شراء ذمم رجال الشرطة والقضاء والسياسيين مما يؤدي إلى ضعف كيان الدولة واستشراء خطر جماعات الإجرام المنظم. هو باختصار البحث عن اجابة كاذبة للسؤال المعروف (من أين لك هذا؟)
- تدهور قيمة العملة الوطنية وتشويه صورة الأسواق المالية.
- ارتفاع معدل التضخم بسبب الضغط علي المعروض السلعي من خلال القوة الشرائية لفئات يرتفع لديها الميل الحدي للاستهلاك وذات نمط استهلاكي يتصف بعدم الرشد أو العشوائية.
- انخفاض معدل الادخار نظرا لشيوع الرشاوي والتهرب الضريبي وانخفاض كفاءة الأجهزة الإدارية وفسادها.
- تشويه المنافسة وإفساد مناخ الاستثمار.

اصطلاحان جديدان في عالم الاقتصاد، ولهما مدلولان متقاربان، يختلفان في منطوقهما، ويلتقيان في مفهومهما.
وقبل أن نأتي على توضيح كل واحد منهما، يقتضينا البحث أن نأتي إلى التطورات التي ظهرت في عالم الاقتصاد، بعد هذه الضخامة من الرساميل التي تضيق بها الخزائن وتقفز عن مستوى الحسابات.
لقد ظهر الفساد في عالم الاقتصاد، وأخذ أشكالاً متعددة وأساليب متنوعة من التزييف والاختلاس والسرقة والمتاجرة بالمخدرات والرقيق الأبيض والمتاجرة بالبغاء والرشاوى، فكثرت الأرصدة المشبوهة في دنيا المال والمحرمة حسب قوانينهم؛ منها ما يسمى الأموال القذرة، والأموال المحرمة وهكذا. بحيث يصعب إدخالها إلى البنوك ووضعها في حسابات سرية وبأسماء نظيفة.
غسيل الأموال ‘إن شيوع المخدرات، وانتشارها، والتهافت على تناولها جعل منها سوقاً رائجة، تدر أرباحاً خيالية، وهي وإن كانت تعتمد على مغامرات تقوم بها مافيات متخصصة إلاّ أنها أخيراً تستقر في أسواق معينة لتباع بالقطاعي (المفرق) ليسهل تناولها يومياً من قبل المدمنين عليها.
فأصبح لها أسواق خاصة موصوفة للزبائن فقط. فيجري بيعها يومياً قطعاً متفرقة، وهذا يستلزم أن تتناولها الأيدي البائعة والمشترية قطعاً صغيرة مستخرجة من أغلفتها، وعندئذٍ يكون لها روائح معينة تلصق بأيدي بائعيها كما تلتصق هذه الروائح تلقائياً بالأموال المدفوعة ثمناً لها، وما إن يأتي آخر النهار إلا وهناك كميات كبيرة من الورق النقدي، وكلها لها روائح معروفة، فلا يستطيع أصحابها إرسالها إلى البنوك وهي على هذا الحال، فيقومون بعملية غسل لها وتنظيفها من هذه الروائح حتى لا ينكشف سرها.
أما عملية الغسل هذه فتكون بوسائل معروفة لديهم لا تؤثر على هذه الأوراق النقدية. فإما أن يكون الغسل بعملية تبخير، أو ببعض المواد المزيلة لروائحها ولا تؤثر عليها. وعندئذٍ وفي أواخر الدوام يدفعونها إلى حساباتهم في البنوك دون أية شبهة تطالهم. فهو في حقيقته غسل بمعنى الكلمة، ولكن بوسائل معينة مخصصة لهذا الغرض، هذا هو واقع غسل الأموال من حيث دلالة منطوق الكلمة.
هذا في بدايات استعمال هذا الاصطلاح (غسل الأموال) أي إزالة الروائح القذرة عن هذه الأموال حتى لا يتعرف على مصدرها ويشتبه في أنها ناتجة عن مصادر المخدرات ونحوها. ثم تطور (غسل الأموال) ليصبح مدلوله يعني استعمال وسائل مالية وحيل خادعة لإضفاء الشرعية والقانونية على هذه الأموال المكتسبة من مصادر قذرة غير مشروعة.
وهكذا أصبح (غسل الأموال) بمعنى (تبييض الأموال) وصار الاصطلاحان بمعنى واحد.

## تبييض الأموال
إن كلمة غسل الأموال وكلمة تبييض الأموال يلتقيان في دلالة مفهومهما. وهذا يعني استخدام حيل ووسائل وأساليب للتصرف في أموال مكتسبة بطرق غير مشروعة، وغير قانونية، لإضفاء الشرعية والقانونية عليها. وهذا يشمل الأموال المكتسبة من الرشوة والاختلاسات والغش التجاري وتزوير النقود، ومكافآت أنشطة الجاسوسية.
هذه الظاهرة الخبيثة هي ولا شك إحدى ثمار العولمة الاقتصادية التي يروج لها الغرب.
فاصطلاح غسل الأموال، وتبييض الأموال اصطلاح عصري
وهو بديل للاقتصاد الخفي أو الاقتصاديات السوداء أو اقتصاديات الظل.
وهو كسب الأموال من مصادر غير مشروعة، وأحياناً يتم خلط هذه الأموال الحرام بأموال أخرى حلال،
واستثمارها في أنشطة مباحة شرعاً وقانوناً لإخفاء مصدرها الحرام والخروج من المساءلة القانونية، بعد تضليل الجهات الأمنية والرقابية.
فمن الأساليب التي يجري على أساسها غسل هذه الأموال غير المشروعة التي يتم تحصيلها من عمليات السرقة وتسهيل الدعارة والرشوة وتهريب المخدرات وتهريب البشر والمتاجرة بالأطفال، ونوادي القمار أن يقوم أصحاب الأموال غير المشروعة هذه بإيداعها في بنوك أو تحويلها بين البنوك لدمجها مع الأموال المشروعة، وإخفاء مصادرها الأصلية. وقد يتم تحويل هذه الأموال من البنوك الداخلية إلى بنوك عالمية لها فروع كثيرة في العالم. ثم تقوم البنوك الخارجية نفسها بعملية تحويل أخرى للأموال عبر فروعها المختلفة، وبعد ذلك يقوم أصحابها بسحب أموالهم من البنوك لشراء الأراضي، أو المساهمة في شركات عابرة القارات.
والدول التي ينتشر فيها الفساد بكثرة تكوّن بؤراً يكثر فيها غسل الأموال
وتتقدمها روسيا. وأشهر قضية غسل أموال كان بطلها زوج ابنة الرئيس الروسي يلتسن.
حيث أشارت التقارير الاقتصادية إلى أنه قام بسرقة حوالي عشرة مليارات دولار من القروض الدولية الممنوحة لروسيا، وقام بغسلها في بنك أوف نيويورك الأميركي. وكشفت التحقيقات أن البنك الأميركي قام بتحويل هذه الأموال المسروقة إلى عشرات البنوك في العالم
ومن بينها بنوك في روسيا.
الإحصاءات والتقارير الاقتصادية تؤكد أن ظاهرة غسل الأموال تتصاعد بشكل مخيف خاصة في ظل العولمة الاقتصادية وشيوع التجارة الإلكترونية، والغسل الإلكتروني يحصل في دقائق أو ثوانٍ معدودة من أجل الإسراع في إخفاء هذه العمليات الإجرامية.
وقد قدر خبراء الاقتصاد المبالغ المالية التي تغسل سنوياً بترليون دولار، وهو ما يعادل 15% من إجمالي قيمة التجارة العالمية.
ويقول خبراء اقتصاديون: إن البنوك السويسرية بها ما يتراوح بين ترليون وترليوني دولار من الأموال التي جاءت من مصادر محرمة.
وذكر تقرير الأمم المتحدة مؤخراً أن سويسرا تحتل مرتبة متقدمة في الدول التي تستقبل الأموال المغسولة، والتي تصل إلى (750) مليون دولار سنوياً. وتتقاسم بقية الكمية كل من لوكسمبورغ وإمارة موناكو والنمسا وجمهورية التشيك وأخيراً (إسرائيل).
كما يشير صندوق النقد الدولي إلى أن تايلند تتصدر قائمة من 68 دولة يحصل فيها عمليات الغسل الإلكتروني على نطاق واسع.
إن ظاهرة تنامي الاستثمار الأجنبي المباشر، وحرية حركة الأموال بين كافة الدول المتقدمة والنامية، وظاهرة التوسع في المضاربات المالية من خلال البورصات، ليجعل عملية غسل الأموال تنمو وتتكاثر، ويجعل الكثير من البنوك تتسابق لتأخذ من هذه الظاهرة القذرة ما أمكن بالمراوغات والمخادعات، والالتفاف على القوانين أو أية إجراءات إدارية، وغالباً ما تتستر هذه العمليات وراء أسماء كبيرة لشركات أو مستثمرين. وكثيراً ما تجري مثل هذه العمليات في إندونيسيا وماليزيا وغيرهما.
إن مصطلح غسل الأموال الذي ظهر على الساحة الاقتصادية الآن، وتفاقم بعد الحرب الباردة يعني القيام بتصرفات مالية مشروعة لمال اكتسب بطرق غير مشروعة، عن طريق استخدامه ولمرات عديدة، وفي جهات مختلفة، وبأساليب عدة وفي وقت قصير، عن طريق إيداعه كما قلنا سابقاً في بنوك خارجية، وإدخاله بطريقة مشروعة إلى البلاد، أو تدويره في شراء العقارات ثم رهنها والاقتراض بضمانها، أو تداوله في البورصات المحلية والعالمية، أو إنشاء شركات وهمية، وإثبات مروره باسمها.
وذلك كله من أجل محاولة إخفاء المصدر غير المشروع للأموال، وتضليل أجهزة الأمن والرقابة للإفلات من العقوبات.
يوجد في دبي، العديد من مالكي العقارات المقيمين أو المستثمرين الحقيقيين. ومع ذلك ، كشفت بيانات سنة 2020 الصادرة عن مركز الدراسات الدفاعية المتقدمة (C4ADS) أن عددًا من مالكي العقارات في المدينة كانوا إما يواجهون عقوبات دولية أو متورطين في أنشطة إجرامية. وكان البعض الآخر من الموظفين العموميين، مع احتمالية ضئيلة من إمكانية شراء العقارات بدخلهم المعروف. وذكر تقرير «دبي انكافيريد» أسماء 100 من القلة الروسية والمسؤولين الحكوميين والأوروبيين المتورطين في غسيل الأموال. مستفيدًا من افتقار دبي للقوانين العقارية، حيث يمتلك عدد من الفاسدين منازل بعيدة عن بلدهم، بعد أن غسلوا أموالهم غير المشروعة، بل واستثمروا في تخزين الثروة. وشملت أسماء بعض هذه الشخصيات المشكوك فيها دانيال كيناهان، وألكسندر بورودي، ورومان ليابيخوف، وتيبور بوكور، ورسلان بايساروف، وميروسلاف فوبوه، وآخرين.
حثت وزارة الإسكان الأيرلندية الوزير دارا أوبراين على «مطالبة الإمارات بأقوى العبارات بحساب علاقتها بدانييل كيناهان»، وهو تاجر مخدرات اتُهم إلى جانب شقيقه كريستوفر كيناهان في عام 2018 من قبل المحكمة العليا للتحكم وإدارة عمليات المخدرات اليومية في أيرلندا. الأخوان كيناهان هم أبناء مؤسس كيناهان كارتيل، كريستي كيناهان سينيور، الذي هرب المخدرات والأسلحة النارية إلى المملكة المتحدة وأيرلندا والبر الرئيسي لأوروبا لفترة طويلة. لعدة سنوات، كانت قيادة كيناهان مقيمة في دبي، حيث نفى دانيال تورطهُ في الجريمة المنظمة من خلال الدفاع عن نفسه على أنه «رجل أعمال رفيع المستوى في صناعة الملاكمة المحترفة». وفقًا لتحقيقات بانوراما، عمل دانيال في صناعة الملاكمة من خلال MTK وأدار في الوقت نفسه أكبر شبكات غسيل أموال وتجارة مخدرات وعمليات إعدام عصابات في أوروبا من دبي. قال متحدث باسم الوزيرة أوبراين، «احترام حقوق الإنسان هو حجر الزاوية في السياسة الخارجية لأيرلندا»، عندما سئل عما إذا كان الوزير سيثير مخاوف بشأن وجود دانيال وعملياته في دبي في زيارته في مارس 2022 بمناسبة عيد القديس باتريك. وضع الاتحاد الأوروبي دولة الإمارات العربية المتحدة على قائمتهِ السوداء لغسيل الأموال، في ديسمبر 2022. وهذا يعني ضمناً أن الاتحاد الأوروبي يعتبر الإمارات دولة ذات مخاطر عالية تعرض "أوجه قصور استراتيجية في مكافحة غسل الأموال ومكافحة تمويل أنظمة الإرهاب". واتخذت هذه الخطوة وسط الصراع ضد مجموعة كيناهان المنظمة للجريمة المنظمة (KOCG)، وكان من المتوقع أن تدفع السلطات إلى اتخاذ تدابير استباقية ضد أعضاء كارتل Kinahan.
في يناير 2022، واجهت الإمارات العربية المتحدة مخاطر متزايدة بوضعها ضمن قائمة مجموعة العمل المالي للدول الخاضعة لمراقبة أكثر صرامة لأوجه القصور في مكافحة غسل الأموال وتمويل الإرهاب. نظر فريق العمل المعني بالإجراءات المالية في إضافة دولة الإمارات إلى "القائمة الرمادية"، وهي أحد التصنيفات التي تستخدمها الهيئة الحكومية الدولية للبلدان ذات "النواقص الاستراتيجية". أبلغت الإمارات فرقة العمل المعنية بالإجراءات المالية في نوفمبر 2021، لكنها فشلت في الوصول إلى العديد من العتبات المطلوبة لتجنب القائمة الرمادية. كما دعا عضو البرلمان الأوروبي ديفيد كاسا المفوضية الأوروبية إلى وضع الإمارات العربية المتحدة في قائمة الاتحاد الأوروبي للدول الضعيفة لأنظمة مكافحة غسيل الأموال، قائلاً إنها "يجب أن تكون على تلك القائمة".
في ديسمبر 2022، صنّف الاتحاد الأوروبي الإمارات العربية المتحدة دولةً عالية المخاطر في مجال غسل الأموال. وفي يوليو 2025، وافق البرلمان الأوروبي على نسخة مُعدّلة من قائمة الاتحاد الأوروبي للدول ذات المخاطر العالية في مجال غسل الأموال وتمويل الإرهاب، والتي لم تعد تشمل الإمارات. وقد واجه هذا التحديث معارضة من عدد من أعضاء البرلمان الأوروبي. وقد انتقد المشرعون ومنظمات المجتمع المدني القرار، مشيرين إلى أن الحذف جاء نتيجة عوامل سياسية وضغوط جيوسياسية.